# Petrie Museum
Il Petrie Museum of Egyptian Archaeology è un museo britannico di arte egizia, fondato a Londra alla fine del XIX secolo.
Assieme al Grant Museum of Zoology, all'UCL Art Collections, al The Institute of Archaeology Collections, al The Geology Collections, al The Ethnography Collections  e al The Science Collections, è uno dei musei dell'University College di Londra.
Dipendente dall'Istituto di archeologia, contiene più di 80.000 oggetti storici e e una delle più grandi collezioni di arte egizia antica al mondo. Viene superato soltanto, per numero di oggetti esposti, dal museo egizio del Cairo, dal British Museum di Londra e dal Ägyptisches Museum und Papyrussammlung di Berlino.

## Ubicazione
Il Petrie Museum si trova in Place Malet, nei pressi della  Biblioteca delle scienze dell'University College e di Gower Street. Ha un piccolo negozio di souvenir. Alcune collezioni non sono illuminate per preservare i reperti e i visitatori vengono forniti di torce elettriche per illuminare il materiale esposto.
Il museo è aperto dal martedì al sabato e l'ingresso è gratuito.
Il museo è suddiviso in tre diverse gallerie. La terza e ultima è accessibile a mezzo di una scala. La seconda galleria (che si trova nell'antica parte dell'edificio adibita un tempo a stalla) contiene piccoli oggetti e collezioni di abbigliamento, tavolette con scritture e mummie. La prima galleria, che si trova all'ingresso del museo, contiene principalmente ceramiche.

## Storia
Il nucleo principale della collezione deriva da elementi donati dalla scrittrice ed egittologa Amelia Edwards che, nel 1892, donò la sua collezione all'University College in occasione della creazione di una cattedra di egittologia. Il museo è stato fondato per servire come risorsa al dipartimento di egittologia e filologia appena creato.
Il primo  professore di egittologia, William Matthew Flinders Petrie, diresse diverse importanti campagne di scavo in Egitto e, nel 1913, vendette il frutto delle sue scoperte all'UCL, trasformando il museo in una delle più importanti collezioni di manufatti egizi fuori dall'Egitto. Petrie scavò in molti siti importanti durante la sua carriera, compresi le necropoli di epoca romana di Hawara, famosa per i suoi ritratti di mummie in stile classico romano; Akhetaton, l'antica città del faraone Akhenaton e la prima vera piramide, a Meidum, dove scoprì la più antica testimonianza di mummificazione.
La raccolta e la biblioteca egiziana vennero raccolte in tre gallerie e venne pubblicata una guida nel 1915. La maggior parte dei visitatori erano studenti e docenti, in quanto le gallerie non erano aperte al pubblico. Petrie lasciò l'UCL nel 1933, ma i suoi successori continuarono ad arricchire le collezioni provenienti dagli scavi realizzati in altre parti d'Egitto e del Sudan. Durante la seconda guerra mondiale (1939-1945) le collezioni egizie vennero rimosse dal museo e inviate fuori Londra per motivi di sicurezza. Nei primi anni 1950 vennero sistemate in un vecchio fienile adiacente alla Biblioteca di scienze dell'UCL, dove sono esposte ancora oggi.

## Collezioni
Le collezioni contengono diversi pezzi rari: uno dei più antichi tessuti di lino egiziano conosciuto (circa 5000 a.C.), due leoni del tempio di Min a Copto, appartenenti al primo gruppo di sculture monumentali (circa 3000 a.C.), un frammento del primo calendario egizio (circa 2900 a.C.), i più antichi oggetti egizi in metallo, i primi pezzi in ferro forgiato, i più antichi manufatti in vetro, i più antichi sigilli d'Egitto (circa 3500 a.C.), il più antico testamento su papiro, il più antico papiro sulla ginecologia, l'unico papiro esistente sulla medicina veterinaria dell'antico Egitto e il più antico disegno di architettura, quello relativo ad un tempio (circa 1300 a.C.).
Gli abiti sono una parte importante della collezione. Oltre al più antico noto indumento egizio, il museo ospita un abito da ballerina in perline dell'età delle piramidi (circa 2400 a.C.), due abiti con maniche lunghe dello stesso periodo, un'armatura del palazzo di Menfi e calzini e sandali di epoca romana. La raccolta contiene anche opere d'arte del tempo di Akhenaton: piastrelle e murales colorati, opere provenienti da grandi città e da tombe di Egitto e Nubia. Contiene anche la più grande collezione al mondo (dopo quella del Museo egizio del Cairo) di ritratti mortuari di epoca romana, chiamati ritratti del Fayum (I e II secolo).